# Белобуз бюлбюл
Белобуз бюлбюл (Pycnonotus leucogenys) е вид птица от семейство Pycnonotidae.

## Разпространение
Видът е разпространен в Афганистан, Бутан, Индия, Непал и Пакистан.